# Lammert de Bruin
Lammert de Bruin (Buitenpost, 12 april 1979) is een Nederlands journalist. 
De Bruin is te horen als  sidekick in EenVandaag op NPO Radio 1. En hij maakt diverse podcasts voor de radiozender, veelal in het misdaadgenre. Daarvoor was hij te zien in EenVandaag op televisie en in Kun je het al zien? van Paul de Leeuw, waarin hij de rol had als commentator.

## Carrière

### Radio en televisie
De Bruin werkt sinds 2007 bij EenVandaag, eerst als redacteur, inmiddels als presentator. Daarvoor werkte hij zes jaar bij verschillende programma's van NPO Radio 1, waaronder 1opdeMiddag (AVRO) en Stand.nl (NCRV). Sinds 2015 is hij elke werkdag te horen in Radio EenVandaag, op NPORadio1 als co-host en met de rubriek Feit of Fictie, waarin hij uitspraken uit de media toetst op de feitelijkheid.
Voor EenVandaag houdt hij zich naast social media ook bezig met justitie, cultuur en koninklijk nieuws.
In 2015 was De Bruin als een van de vaste gezichten te zien naast Paul de Leeuw in het televisieprogramma Kun je het al zien?. Hier maakte De Bruin zijn debuut als tv-commentator.

### Podcasts
Sinds 2020 maakt De Bruin verschillende podcast series voor de NPO, veelal samen met Babs Assink. In 2020 verscheen de zesdelige serie "De Showbizzmoord", over de moord op platenbaas Bart van der Laar. In 2021 volgde de serie "Mathilde's Mysterie" over de dood van Mathilde Willink en "De Moord op de Indiaan" over een moord uit 1999. Ook in 2021 maakte hij voor NPO Radio 5 een podcast over het leven van Colonel Tom Parker, getiteld "Het geheim van Colonel Parker". Centraal stond daarin de vraag of Parker voor zijn plotselinge vertrek naar de Verenigde Staten een moord had gepleegd in Breda. Hiervoor sprak De Bruin (zelf een groot Elvis fan en memorabilia verzamelaar) met vrienden en muzikanten van Elvis. In 2022 verscheen voor NPO Radio 1 "De Butlermoord", over de Zaak-Dorothea Van Wijlick. 

## Persoonlijk
De Bruin werd geboren in Buitenpost, Friesland waar hij ook opgroeide. Hij ging hier naar het Lauwers College. Op zijn achttiende vertrok hij naar Zwolle om journalistiek te studeren aan Hogeschool Windesheim. Hij woont samen met zijn partner in Soest. In zijn vrije tijd zingt hij Amerikaanse gospelmuziek. 